# 璞塔集战斗
璞塔集战斗是是发生在第一次国共内战期间潢光战役中的一次战斗。由红四方面军红11师进攻国军驻守的的璞塔集地区。

## 战役经过
1932年6月12日，红四方面军发动了潢光战役，消灭了椿林甸、槐林店的一个团的大部后，进逼光山。国军急调两个团在当日抵达璞塔集，试图阻击红军包围潢川并伺机增援其他被分割的部队。13日，红11师进入彭店以北、璞塔集以南的区域。上午9时，红11师分三路向守军进攻。国军利用璞塔集中的寨墙反击，而红军从干河沟接近寨墙，在下午6时成功突进寨子，在一番激战后消灭国军大部，仅少数人得以突然，但被外围红军在刘家湾附近歼灭。

## 战果
国军的两个团和民团的一部被消灭，第76师参谋长李亚光被俘。